# San José del Torreón
San José del Torreón es una localidad del estado mexicano de Guanajuato. Es parte del municipio de Ocampo.

## Toponimia
El nombre «San José» hace referencia al santo patrono de la localidad: José de Nazaret.

## Demografía
| Gráfica de evolución demográfica |
|                                  |

| Censo | Población |
| ----- | --------- |
| 1900  | 225       |
| 1910  | 583       |
| 1921  | 624       |
| 1930  | 600       |
| 1940  | 854       |
| 1950  | 458       |
| 1960  | 786       |
| 1970  | 683       |
| 1980  | 640       |
| 1990  | 723       |
| 2000  | 876       |
| 2010  | 1 149     |
| 2020  | 1 165     |